# Campionato asiatico maschile di pallacanestro 1981
L'11º Campionato Asiatico Maschile di Pallacanestro FIBA si è svolto dal 10 al 20 novembre 1981 a Calcutta in India. Il torneo è stato vinto dalla nazionale cinese.
I Campionati asiatici maschili di pallacanestro sono una manifestazione biennale tra le squadre nazionali del continente, organizzata dalla FIBA Asia.

## Squadre partecipanti
| Gruppo A                            | Gruppo B                                   | Gruppo C                                             |
| ----------------------------------- | ------------------------------------------ | ---------------------------------------------------- |
| - Cina - Iran - Malaysia - Pakistan | - Giappone - Hong Kong - India - Sri Lanka | - Corea del Sud - Filippine - Singapore - Thailandia |

## Classifica finale
| Pos | Squadra       | V-P |
| --- | ------------- | --- |
| 1   | Cina          |     |
| 2   | Corea del Sud |     |
| 3   | Giappone      |     |
| 4   | Filippine     |     |
| 5   | India         |     |
| 6   | Malaysia      |     |
| 7   | Thailandia    |     |
| 8   | Iran          |     |
| 9   | Pakistan      |     |
| 10  | Hong Kong     |     |
| 11  | Singapore     |     |
| 12  | Sri Lanka     |     |